# カラダイ
カラダイ（モンゴル語: Qaradai、? - 1307年）は、モンゴル帝国に仕えたカルルク部出身の武将の一人。『元史』などの漢文史料における漢字表記は哈剌䚟(hālàdǎi)。

## 概要
カラダイが初めてモンゴル帝国の遠征に参加したのは襄陽・樊城の戦いで、蒙古四万戸府の水軍に属した。至元12年（1275年）に襄陽が陥落しバヤンを総司令とする南宋全面侵攻が始まると、管軍百戸に改められ、アジュの率いる軍団に所属し長江下流域一帯に侵攻した。アジュ軍は張世傑・孫虎臣率いる南宋の車団と焦山にて激突したが、この戦いでカラダイは敵の軍船2を歯獲する功績を挙げた。その後、アジュらは水軍の指揮をカラダイに委ね、江陰・許浦・金山・上海・崇明・金浦を平定したカラダイの水軍は新たに海船300隻余りを得て浦海に駐屯した。
至元13年（1276年）春、張世傑の水軍が慶元に至り、カラダイの水軍はこれを追撃して4艘を鹵獲する功績を挙げた。同年7月には南宋の水軍1千艘余りが定海港に攻撃を仕掛け、カラダイはこれを迎撃して逆に敵の軍船3般を奪った。8月にも同じように襲撃があったがこれも撃退し、10-11月には逆に温州方面に侵攻し、福州に至って敵の海船20般と毛監丞を捕虜とする功績を挙げた。
至元14年（1277年）には宣武将軍・沿海招討副使に任じられ、至元15年（1278年）には慶元に帰還し、8月にはクビライに調見した。そこでカラダイは昭武大将軍・沿海左副都元帥・慶元路総管府ダルガチに任じられ、再び水軍を率いて沿海部を守るよう命じられた。また、同年にはもと南宋の都統であった陳懿ら兄弟5人が畲族の兵7000人とともに潮陽県でカラダイ軍に投降した。潮陽県は現代においても畲族の居住地であり、この時投降した陳懿らは日本遠征の準備に助力するなど大元ウルスの海洋進出に大きく貢献した。至元16年（1279年）、日本の商船4般が慶元を訪れた。至元18年（1281年）、輔国上将軍・都元帥に任じられて日本遠征軍に加わったが強風にあって翌年2月に慶元に帰還した。至元22年（1285年）には都元帥を罷免され、改めて沿海上万戸府ダルガチとされた。
至元24年（1287年）、クビライに謁見し、浙東宣慰使の地位を与えられると同時に織文段・玉束帯・鞍勒・弓矢などを下賜された。クビライの死後即位したオルジェイトゥ・カアン（成宗テムル）の治世においても健在で、ラーンナー（八百媳婦）国への遠征にも加わった。大徳11年（1307年）に病で汝州において泣くなり、息子のカラ・ブカが後を継いで沿海万戸府ダルガチとなった。